# Square de l'Évangile
Square de l'Évangile, även benämnd Jardin de l'Évangile, är en park i Quartier de la Chapelle i Paris artonde arrondissement. Den har fått sitt namn av Rue de l'Évangile, uppkallad efter Croix de l'Évangile i hörnet av Rue de l'Évangile och Rue d'Aubervilliers. Square de l'Évangile, som invigdes år 1999, har ingångar vid Rue de la Madone.

## Bilder
| - Croix de l'Évangile. - Square de l'Évangile. - Parkens skylt. - Square de l'Évangile. |

## Omgivningar
- Saint-Bernard de la Chapelle
- Saint-Denys de la Chapelle
- Sainte-Jeanne-d'Arc
- Square de la Madone
- Place de Torcy
- Jardin Françoise-Hélène-Jourda
- Jardins Rosa-Luxemburg
- Jardins d'Éole
- Square Marc-Séguin
- Bois Dormoy

## Kommunikationer
- Tunnelbana – linje  – Marx Dormoy
- Busshållplats Place de Torcy – Paris bussnät, linjerna 35 60

### Webbkällor
- ”Jardin de l'Évangile” (på franska). Paris.fr. Arkiverad från originalet den 15 oktober 2022. https://archive.ph/IgTSh. Läst 15 oktober 2022.
- ”Jardin de l'Évangile (18ème arrondissement)”. Les rues de Paris. https://web.archive.org/web/20190819152950/http://www.parisrues.com/rues18/paris-18-jardin-de-l-evangile.html. Läst 15 oktober 2022.